# Steinway Hall

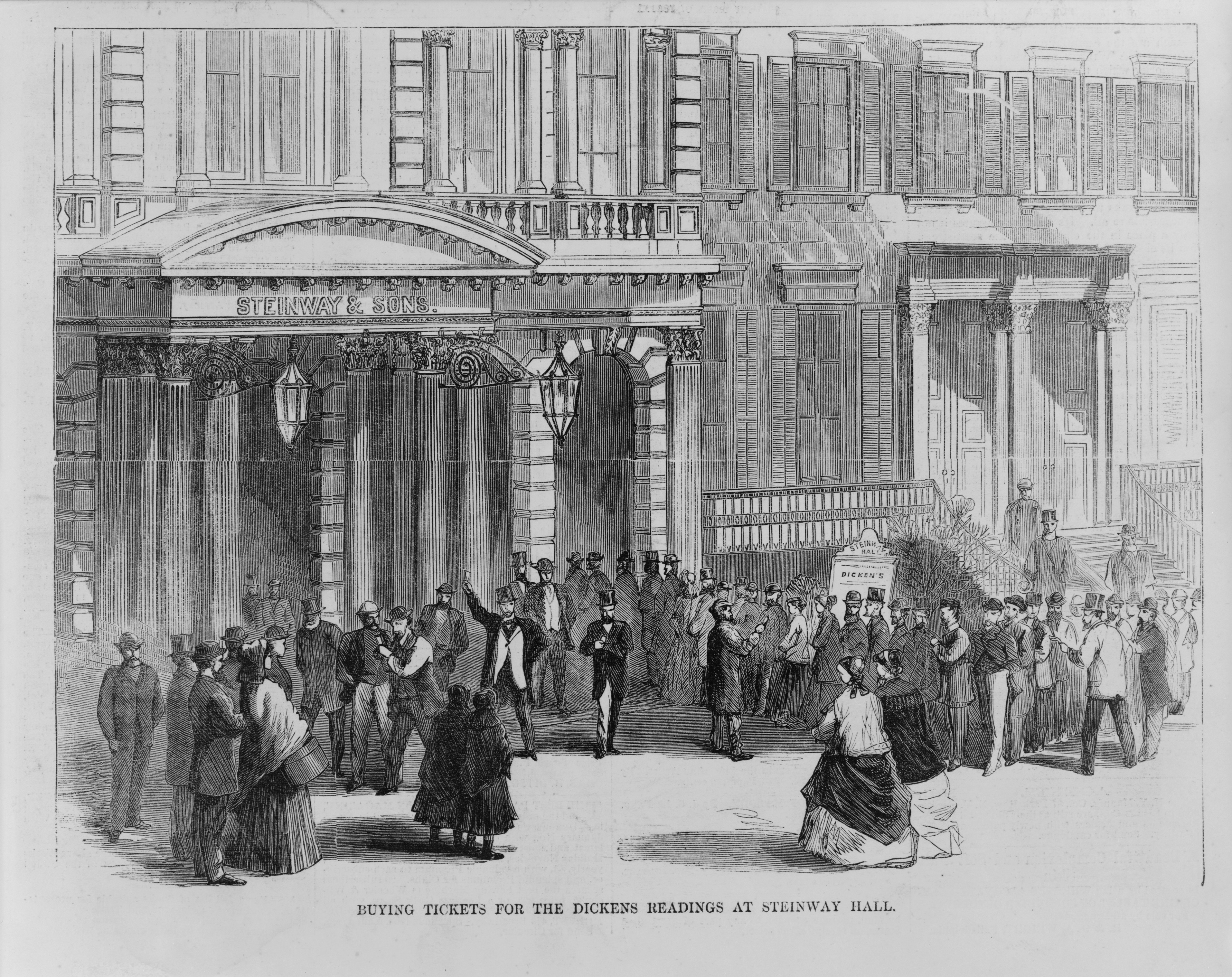
Zuschauer, die Eintrittskarten für eine Charles-Dickens-Lesung in der Steinway Hall in New York City 1867 kaufen

Steinway Hall ist die Bezeichnung für die von Steinway & Sons betriebenen Gebäude, die meist eine Kombination aus Konzertsaal, Vorführ- und Verkaufsräumen sind. In Deutschland und Österreich tragen diese Gebäude den Namen Steinway-Haus.

## New York

### 14th Street

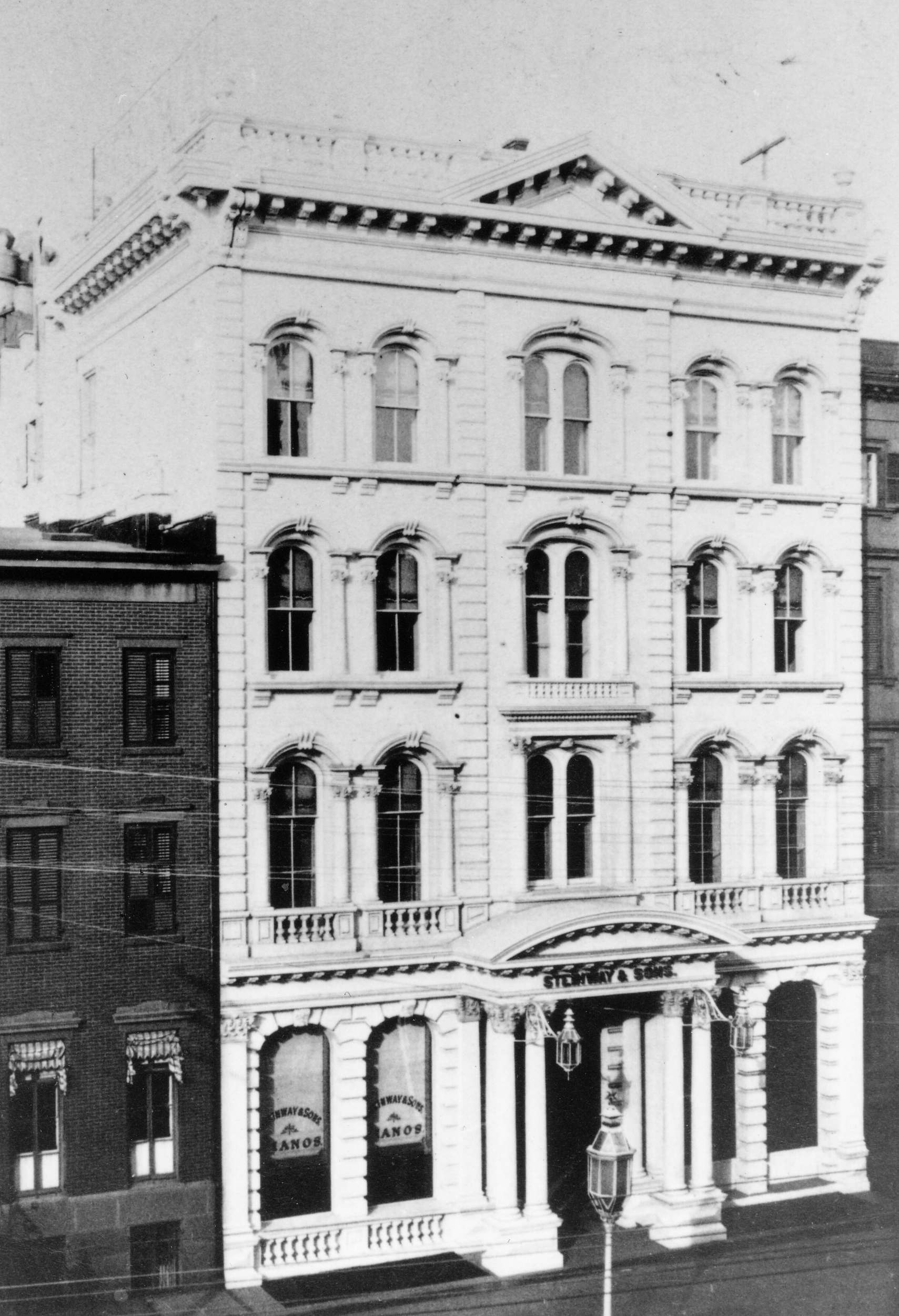
Die Steinway Hall in der 14th Str. in New York

Die erste Steinway Hall wurde 1866 in der 14th Street in Manhattan erbaut und galt als eine der ersten Konzerthallen in New York. William Steinway, kaufmännischer Geschäftsführer und ein Genie des Marketing, hatte die Idee erfolgreicher Konzertsäle der Klavierhersteller aus Europa übertragen (Salle Pleyel in Paris, der Bösendorfer-Saal in Wien) und zu Zwecken einer Verkaufsausstellung erweitert – dieses Element war neu und eine Erfindung William Steinways: die Konzertbesucher an ausgestellten Klavieren vorbeilaufen zu lassen. Vier Tage nachdem die Academy of Music am 22. Mai 1866 in der 14th Street bis auf den Boden niederbrannte, legte William Steinway den Grundstein für das Gebäude. Die vier Etagen des Gebäudes boten genügend Platz für Ausstellungsräume mit über 100 Flügeln und Klavieren, den Konzertsaal und Räumlichkeiten für Klavierunterricht. Mit über 700 Gaslichtern wurden die Hallen und Räume beleuchtet. Im Erdgeschoss befanden sich Büros und Verkaufsräume sowie gleich links vom Eingang die Büros der Familien-Geschäftsführer, darüber der Konzertsaal. Mit 2.500 Sitzplätzen war er damals auf 25 Jahre der größte Konzertsaal der Stadt, der bald zu einem der führenden Zentren in der Kultur- und Musikszene in Amerika wurde. Bis zum Bau der größeren Carnegie Hall im Jahre 1891 hielten die New Yorker Philharmoniker hier ihre Konzerte ab.
Der Unterhalt der Steinway Hall war in der Familie nicht unumstritten. Zu Zeiten schwieriger Geschäftsgänge verlangte der ältere Bruder Theodore, dass der Konzertbetrieb aufgegeben werde und aus der Steinway Hall ein Lagergebäude für auf Vorrat produzierte, momentan nicht verkäufliche Klaviere werde. Dem widersetzte sich William vehement; da er die Anteilsmehrheit hielt und nach dem Tode des Vaters 1871 Vorsitzender der Geschäftsführung war, setzte er sich in dieser Sache gegen seinen Bruder durch.
Die New Yorker Steinway Hall diente nicht nur der Musik. Auch andere Aktivitäten, wie der Auftritt von Wunderheilern, Werbeveranstaltungen für Medikamente und die Versammlungen der New Yorker Suffragetten wurden in der Steinway Hall gegen Mieteinnahmen durchgeführt.
William Steinway erkannte recht früh, dass berühmte Pianisten, die auf Steinway-Instrumenten spielen, für das Pianogeschäft verkaufsfördernd sein würden. Den Auftritt von Anton Rubinstein sahen 3.000 Zuschauer. Steinway war der Überzeugung, dass ein Konzert am Samstagabend sich in Verkäufen am Montagmorgen niederschlägt. Weitere kulturelle Höhepunkte waren Aufführungen von Fritz Kreisler, Walter Damrosch, Jenny Lind, Lesungen von Charles Dickens und Auftritte des Boston Symphony Orchestra.
Diese Geschäftsidee veranlasste Klavierproduzenten wie die Aeolian Company, Chickering & Sons und weitere Klavierbauer, ebenfalls eigene Konzerthallen wie die Aeolian Hall und die Chickering Hall in New York zu bauen. Zur gleichen Zeit entstanden in Boston, Chicago und Philadelphia weitere Konzertsäle.
Abgeleitet waren diese Aktivitäten von Konzerthallen in Europa wie der Salle Pleyel in Paris und weiteren in Berlin und Wien. Wesentliche Änderung aber – der Clou William Steinways – war, dass der Weg für die Konzertbesucher vom Eingang zum Konzertsaal zunächst durch die Instrumentenausstellung führte und die Besucher nach dem Konzert auf ihrem Weg zum Ausgang noch einmal die Ausstellungsfläche querten – und ihnen so Zeit für den Gedanken gegeben wurde, selbst ein Instrument besitzen zu wollen.

### 57th Street

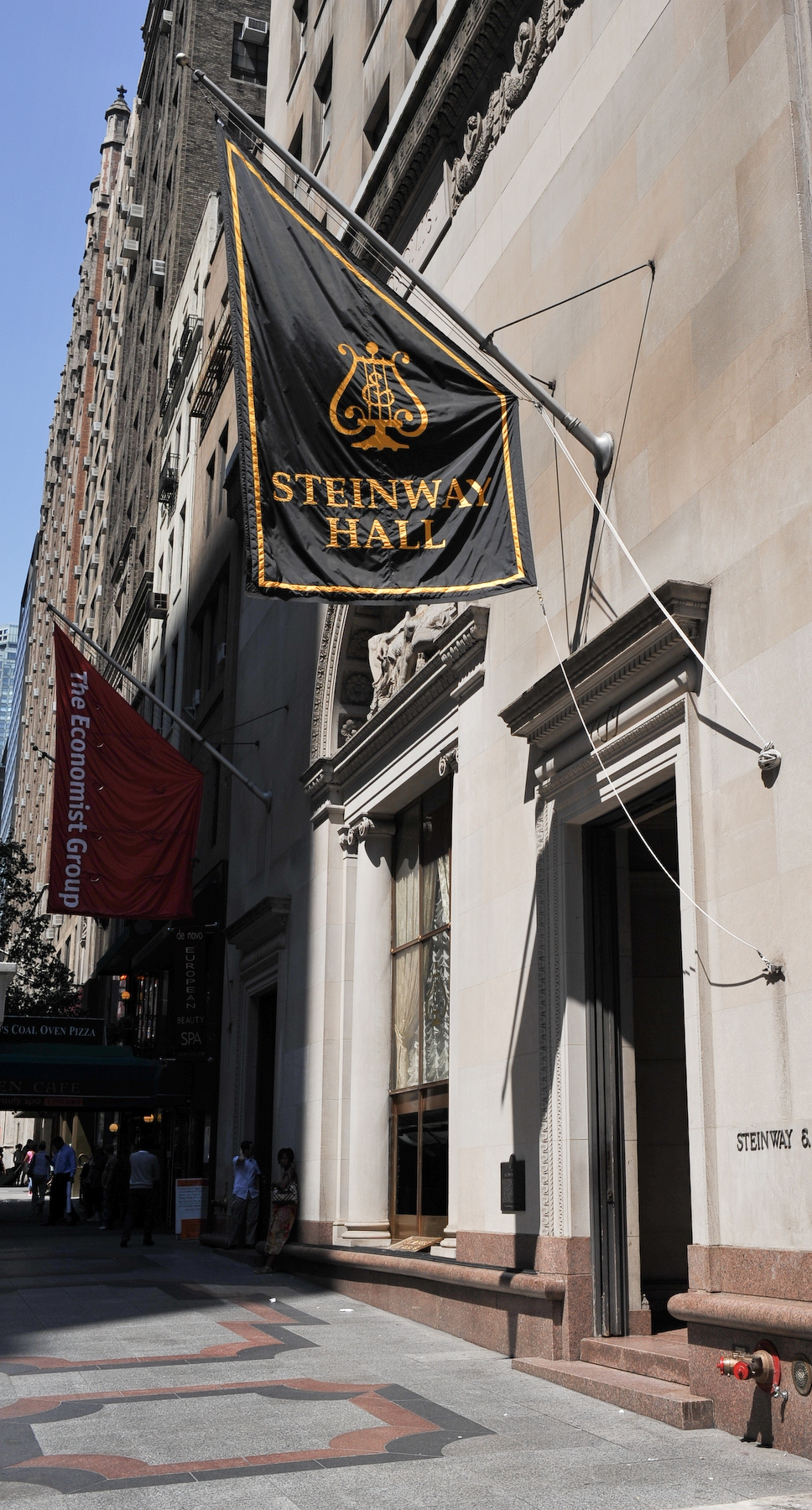
Die Steinway Hall in der 57th Str. in New York

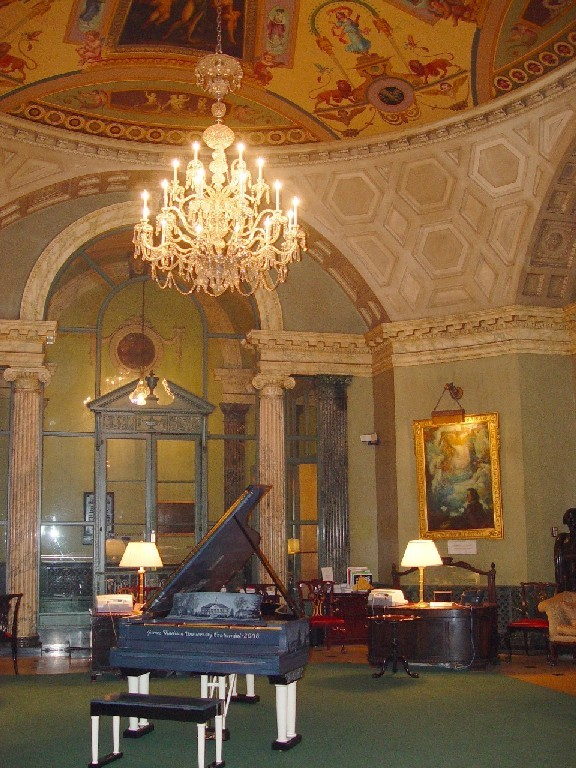
Die Rotunde der Steinway Hall in der 57th Str. in New York mit dem Art Case Piano „Madison Bluestone“ der Künstlerin Mia LaBerge im Vordergrund

1925 wurde eine weitere, heute noch bestehende, Steinway Hall in der 57th Street, zwischen Avenue of the Americas und Seventh Avenue, in New York errichtet. Das neue Steinway Building ersetzte die alte am 11. Januar 1925 geschlossene Steinway Hall, die heute nicht mehr existiert. Die mit Marmor ausgestatteten Ausstellungs- und Verkaufsräume zieren Gewölbe und Kuppeln. Das postmoderne Gebäude bietet zudem die Möglichkeit und die nötigen technischen Einrichtungen, musikalische Aufführungen als Radiosendung zu übertragen. Die feierliche Eröffnung am 27. Oktober 1925 wurde mit einer Aufführung von Willem Mengelberg und 35 Philharmonikern vor 300 geladenen Gästen im Radio übertragen. Zu den Gästen zählten bekannte Musiker, Industrielle und Politiker. Auf der Seite der Steinways waren Frederick T. (Präsident bis 1927), Henry Ziegler, Theodore E. (Präsident 1927–1952), William R., allesamt Enkel des Firmengründers Heinrich Steinweg, vertreten. Ein gemeinsamer Auftritt von Horowitz und Rachmaninoff fand 1928 in der neuen Steinway Hall statt.
Über den Verkaufs- und Konzerträumen befanden sich Büros, die Steinway vermietete, und in den obersten Etagen mehrere Privatwohnungen der Steinway-Familienmitglieder.
Unter neuer Führung wurde das Steinway Building 1958 samt Grundstück verkauft; Steinway & Sons waren nun noch Mieter im zuvor eigenen Gebäude. Im Mai 1999 erwarben Steinway & Sons für 62 Millionen Dollar das Gebäude zurück, das Grundstück erhielt man jedoch nur für 99 Jahre zur Pacht.
Das Untergeschoss der Steinway Hall, ein spezieller Ort für Klavierspiel-Begeisterte, beherbergt die Konzertflügel-„Bank“ für die USA. Namhafte Künstler, die „Steinway Artists“, suchen sich hier unter Begleitung des Cheftechnikers Ron Coner aus den meist ca. 30 bereitgehaltenen Flügeln ihren Flügel für die Auftritte aus und lassen ihn auf ihre Wünsche bezüglich Intonation und Mechanik einstellen. Hier treffen sich oft Künstler; Youtube-Videos sind von Spontan-Konzerten bekanntgeworden, wenn sich Profi-Klavierspieler im Wege der Auswahl an die Konzertflügel begeben. Unter den ca. 30 bevorrateten Flügeln, die meisten von ihnen die Größe D mit 2,74 m Länge, befindet sich oft auch ein uralter Flügel mit 51.000er Seriennummer; es handelt sich um den allerersten, 1884 in New York hergestellten D-Konzertflügel moderner Konstruktion. Er ist nun seit Jahrzehnten im Konzertverleih für Steinway, bei Pianisten sehr gefragt und stets gut vermietet. Er trägt die Konzertflügel-Nummer CD-1 (Concert D). Steinway New York soll insgesamt mehr als 80 Konzertflügel haben; die meisten Flügel haben feste Standorte anderen Ortes, wie die Flügel der Carnegie Hall, die in vertraglicher Wartung bei Steinway sind. Auch sie tragen in der typischen V-förmigen Rahmenvertiefung neben ihrer Seriennummer das Kennzeichen CD-xxx als Ausweis ihrer für Konzerteinsätze gut befundenen Eignung und haben vergrößerte Schriftzüge an der Diskant-Seite, der dem Publikum zugewandten Seite, um bei Fernseh- und Filmaufnahmen für das Unternehmen zu werben. Die von Steinway normalerweise nach ca. fünf Jahren wieder abgegebenen Konzert-Instrumente stellen einen kleinen, speziellen Markt für Liebhaber dar. In der Regel wird die stark belastete Mechanik von Restauratoren wieder neu aufgebaut; neue Hämmer und teils eine neue Besaitung ergeben ein in den Eigenschaften beinahe neuwertiges Instrument. Ron Coner holt sich seinen Nachschub an Flügelbank-Instrumenten durch Tipps in der Fertigung in Queens, wenn den dortigen Intoneuren und Endfertigern besonders gut geratene Flügel auffallen.
Ende Juni 2013 verkaufte Steinway & Sons das Gebäude an einen Finanzinvestor. Der Ausstellungsraum blieb bis Ende 2014 erhalten, in der Zwischenzeit suchte das Unternehmen neue Räume. Auf dem Grundstück entstand von 2015 bis 2021 zusätzlich der Steinway Tower, benannt nach der Steinway Hall, die in das Bauvorhaben mit eingebunden und Teil des 435 m hohen Apartment-Wolkenkratzer wurde.

### 1133 Avenue of the Americas (6th Avenue)
Laut New York Times vom 29. Oktober 2014 hat Steinway nun ca. 4.000 Quadratmeter Ausstellungsfläche an der Adresse 1133 Avenue of the Americas in Midtown Manhattan angemietet, um nach Auslauf des Mietvertrags der bisherigen Steinway Hall dort künftig die New Yorker Verkaufsausstellung zu betreiben.

## Europa

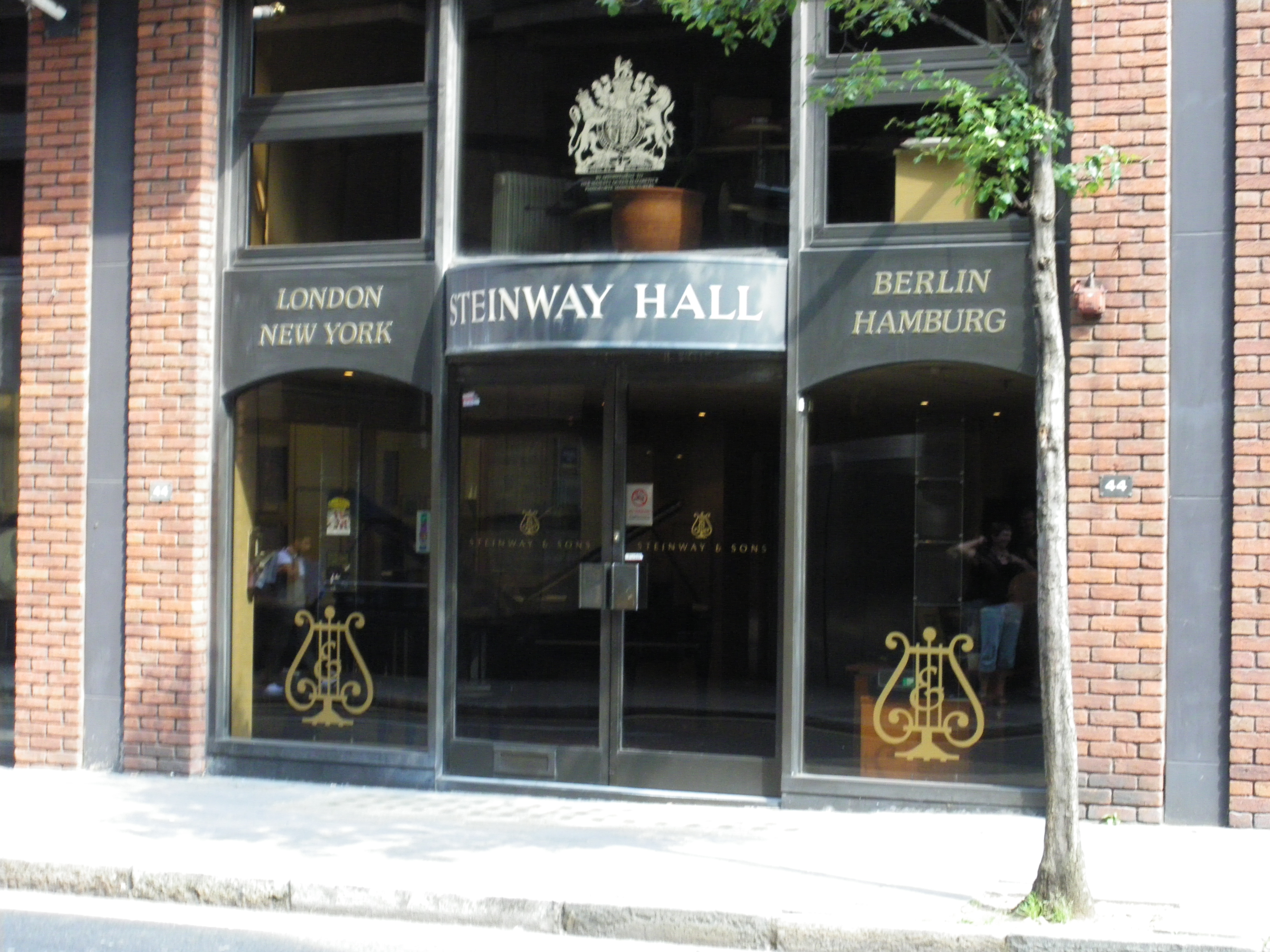
Steinway Hall in London

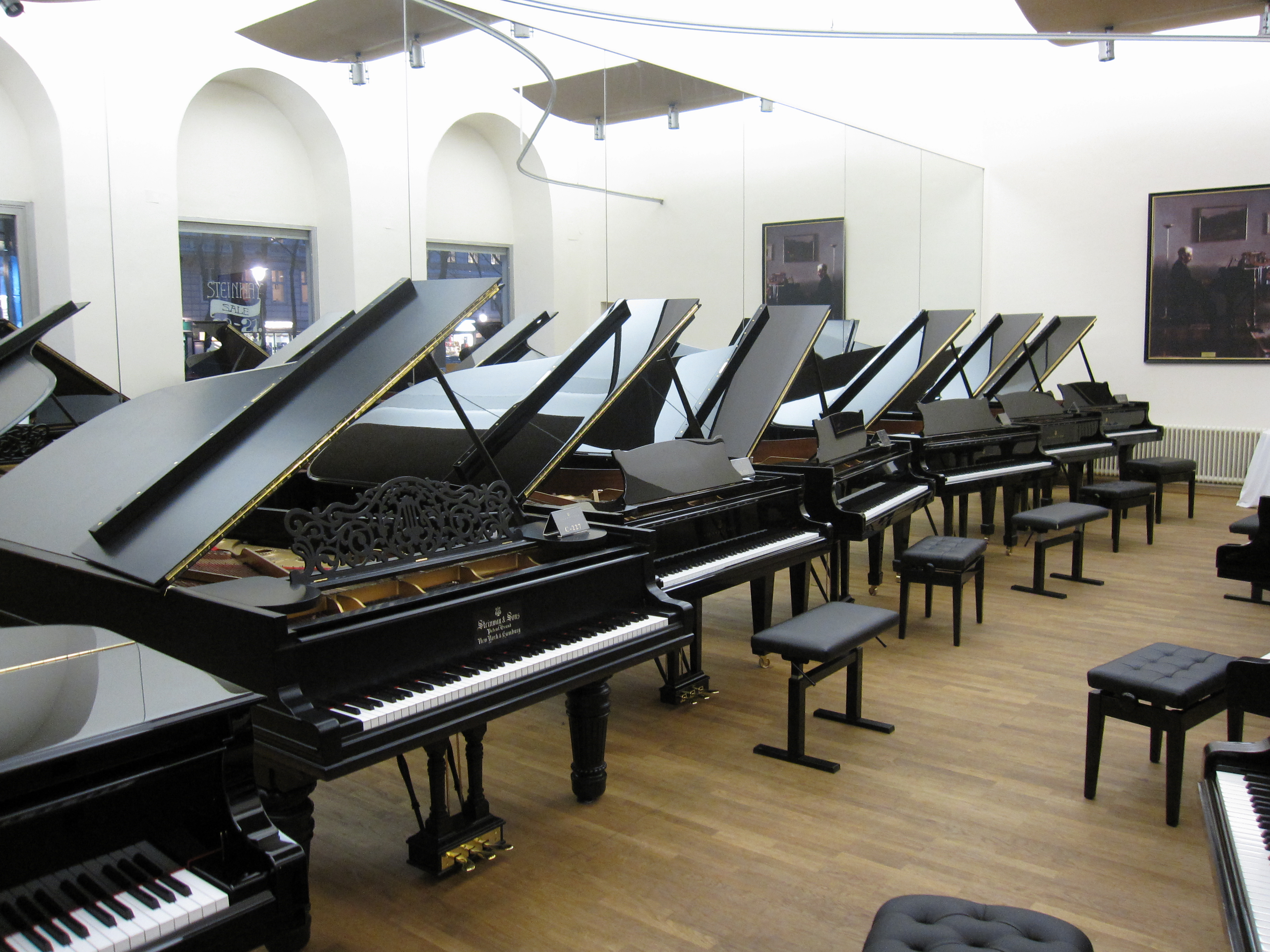
Steinway-Haus in Wien

William Steinway begründete mit dem Konzept der Steinway Halls eine über 100-jährige Tradition, die auch außerhalb von Amerika fortgeführt wurde. 1875 folgte die Gründung des ersten Piano-Verkaufsgeschäftes mit Konzerthalle in Europa – der Steinway Hall in London. Kurzzeitig, für wenige Monate, wurde am Standort London sogar eine Klavierfertigung betrieben. 1904 erfolgte die Eröffnung des Piano-Verkaufsgeschäftes am Jungfernstieg in Hamburg, das nach Zerstörung im Krieg 1953 als Steinway-Haus in den Colonnaden 29 neu errichtet wurde. 1909 wurde das Steinway-Haus in Berlin eingerichtet, das 1948 in das ehemalige Wohnhaus des Pianisten Józef Hofmann, Hardenbergstraße 9, umzieht.
1999 wurde die Steinway Hall Suisse Romande bei Hug Musique in Lausanne eröffnet, 2003 die Steinway Gallery Zürich. 2000 wurde in München das traditionsreiche Pianohaus Karl Lang übernommen und als drittes Steinway-Haus in Deutschland weitergeführt. Das Pianohaus Lang in Hamburg war einer der ältesten Steinway-Vertreter in Deutschland. Es verfügt ebenfalls über einen Konzertsaal, der nach Arthur Rubinstein benannt wurde. 2005 wurde der Standort in den Colonnaden aufgegeben und gegenüber der Steinway-Fabrik am Rondenbarg 15 ein neues Steinway-Haus mit einem nach Vladimir Horowitz benannten Konzertsaal errichtet.
Um Steinway nicht nachzustehen, eröffnete der Berliner Klavierhersteller C. Bechstein, damals einer der größten Konkurrenten Steinways, 1901 in London die Bechstein-Hall, die heutige Wigmore Hall sowie weitere Konzertgebäude in Paris und Sankt Petersburg.